# Willy Decker (Politiker)
Willy Decker (* 31. Mai 1873 in Kneese; † nach 1919) war ein deutscher Drechsler und Politiker der SPD.

## Leben
Decker arbeitete als Drechsler in Neustrelitz. Dort war er 1918 auch Mitglied im Arbeiterrat. 1919 gehörte er der Verfassunggebenden Versammlung von Mecklenburg-Strelitz an.